# Nashville (série télévisée)
Pour les articles homonymes, voir Nashville (homonymie).
Nashville est une série télévisée américaine en 124 épisodes de 42 minutes créée par Callie Khouri et diffusée pour les quatre premières saisons entre le 10 octobre 2012 et le 25 mai 2016 sur le réseau ABC, puis entre le 15 décembre 2016 et le 26 juillet 2018 sur CMT et Hulu.
Au Canada, la série était diffusée en simultané sur CTV Two pour la première saison, sur City pour la deuxième saison, Telelatino pour la troisième saison, puis sur CHCH-DT pour la quatrième saison. Depuis la cinquième saison, elle est diffusée sur W Network.
En France, la première saison a été diffusée sur TF6 du 20 octobre 2013 au 1er décembre 2013. Depuis le 15 novembre 2014, la série est diffusée sur Série Club et en clair depuis le 4 novembre 2019 sur Chérie 25 et intégralité depuis le 20 août 2020 sur OCS. En Suisse, la série est diffusée depuis le 23 février 2014 sur RTS Un puis sur RTS Deux.
Au Québec, les deux (2) premières saisons ont été diffusées entre le 6 mars 2014 au 10 septembre 2015 sur le réseau V,, puis à partir du 26 mai 2016 à MusiquePlus.

## Synopsis
La série est construite autour du personnage de Rayna Jaymes (Connie Britton), chanteuse country très populaire, dont la vie professionnelle, amoureuse et familiale connaît de nombreux rebondissements.
La première saison débute par un obstacle auquel Jaymes n'avait jamais été confrontée : son dernier album ne se vend pas bien. Sa maison de disques suggère par conséquent qu'elle se joigne à la tournée de Juliette Barnes (Hayden Panettiere), la nouvelle sensation de la musique country qui attire pour sa part un public d'adolescentes, et ce malgré les profils antagoniques des deux chanteuses. Juliette Barnes considère Rayna James comme une chanteuse dépassée ; cette dernière a pour sa part peu d'estime pour l'approche esthétique commerciale de sa jeune collègue, mais les difficultés auxquelles elles font face les obligent à envisager de coopérer.
L'intrigue de la série se déroule principalement dans la capitale du Tennessee et bien que fictive, elle évoque par moments des éléments anecdotiques de la scène musicale country ainsi que des lieux réels et des institutions (par exemple, le Bluebird Cafe, fondé en 1982, où se produisent les protagonistes, où le Grand Ole Opry). Au fil des épisodes défilent plusieurs figures connues de l'industrie musicale américaine comme acteurs ou en guise de caméo.

## Distribution

### Acteurs principaux
- Hayden Panettiere (VFB : Mélanie Dermont) : Juliette Barnes
- Connie Britton (VF : Emmanuèle Bondeville) : Rayna Jaymes (saisons 1 à 5, invitée saison 6)
- Clare Bowen (VFB : Sophie Frison) : Scarlett O'Connor
- Charles Esten (VFB : Erwin Grünspan) : Deacon Claybourne
- Jonathan Jackson (VFB : Pierre Le Bec) : Avery Barkley
- Sam Palladio (VFB : Alexis Flamant) : Gunnar Scott
- Eric Close (VFB : Michelangelo Marchese) : Teddy Conrad (saisons 1 à 3 - invité saisons 4 à 6)
- Robert Wisdom (VFB : Jean-Michel Vovk) : Coleman Carlisle (saison 1 - invité saison 2)
- Powers Boothe (VFB : Robert Guilmard) : Lamar Wyatt (saison 1 - récurrent saison 2)
- Chris Carmack (VFB : Marc Weiss) : Will Lexington (saisons 2 à 6 - récurrent saison 1)
- Lennon Stella (VFB : Aaricia Dubois) : Maddie Conrad (saisons 2 à 6 - récurrente saison 1)
- Maisy Stella : Daphne Conrad (saisons 2 à 6 - récurrente saison 1)
- Oliver Hudson (VFB : Franck Dacquin) : Jeff Fordham (saison 3 - récurrent saisons 2 et 4)
- Will Chase (VFB : Frédéric Meaux) : Luke Wheeler (saisons 3 et 4 - récurrent saison 2 - invité saisons 5 et 6)
- Aubrey Peeples : Layla Grant (saison 4 - récurrente saisons 2 et 3)
- Cameron Scoggins (VFB : Gauthier de Fauconval) : Zach Welles (saison 5 - récurrent saison 6)
- Kaitlin Doubleday (VFB : Julie Basecqz) : Jessie Caine (saisons 5 et 6)
- Jeffrey Nordling (VFB : Philippe Résimont) : Brad Maitland (saison 6 - récurrent saison 5)

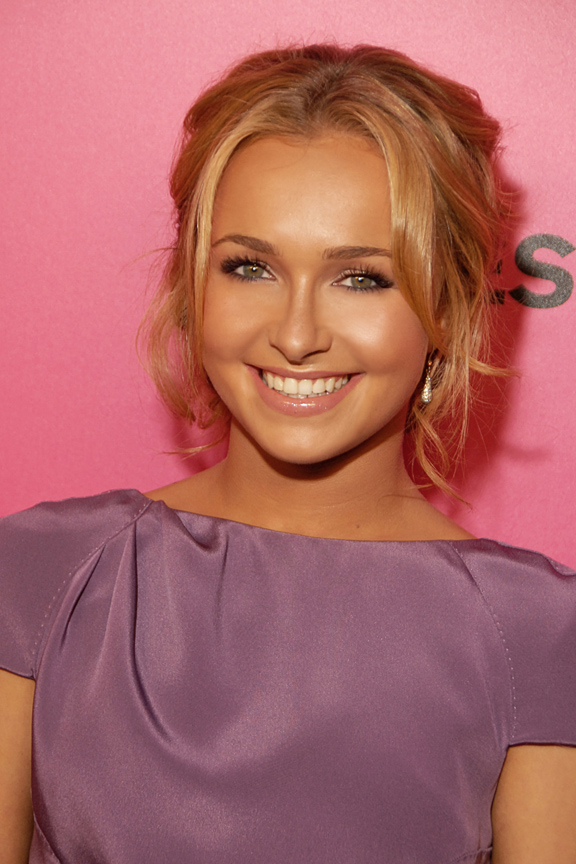
Hayden Panettiere, interprète Juliette Barnes.
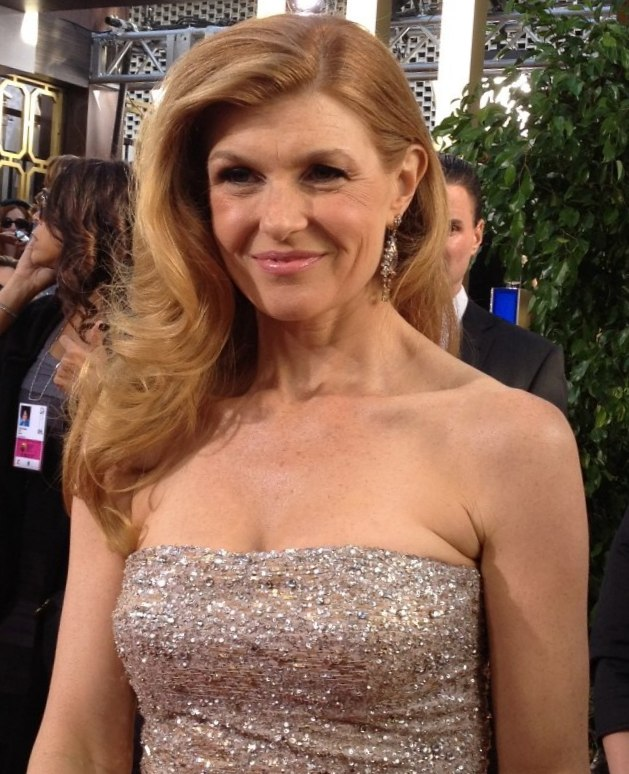
Connie Britton, interprète Rayna Jaymes.
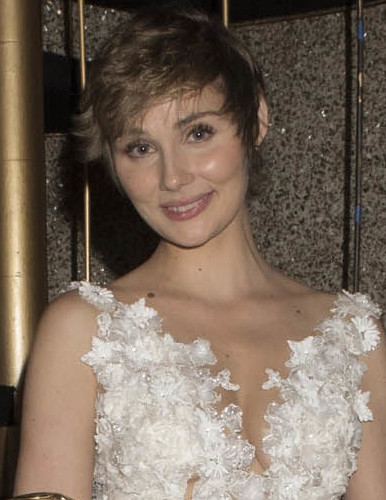
Clare Bowen, interprète Scarlett O'Connor.
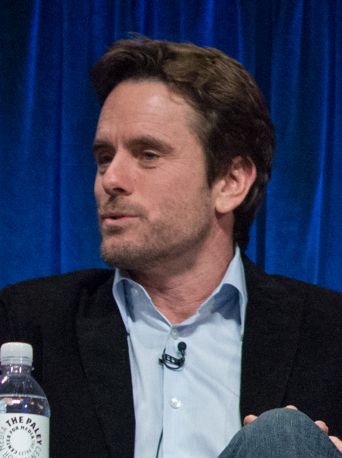
Charles Esten, interprète Deacon Claybourne.
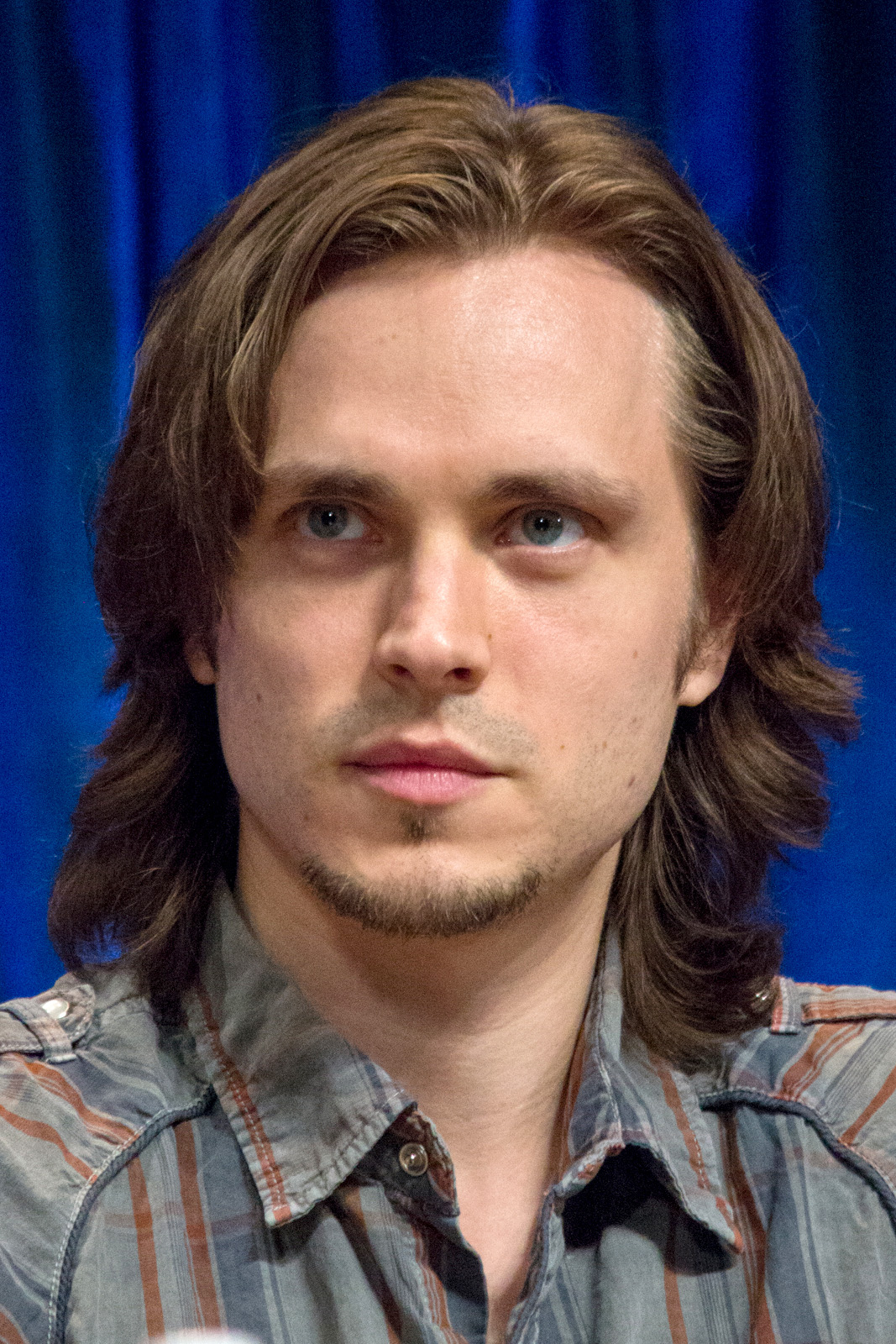
Jonathan Jackson, interprète Avery Barkley.
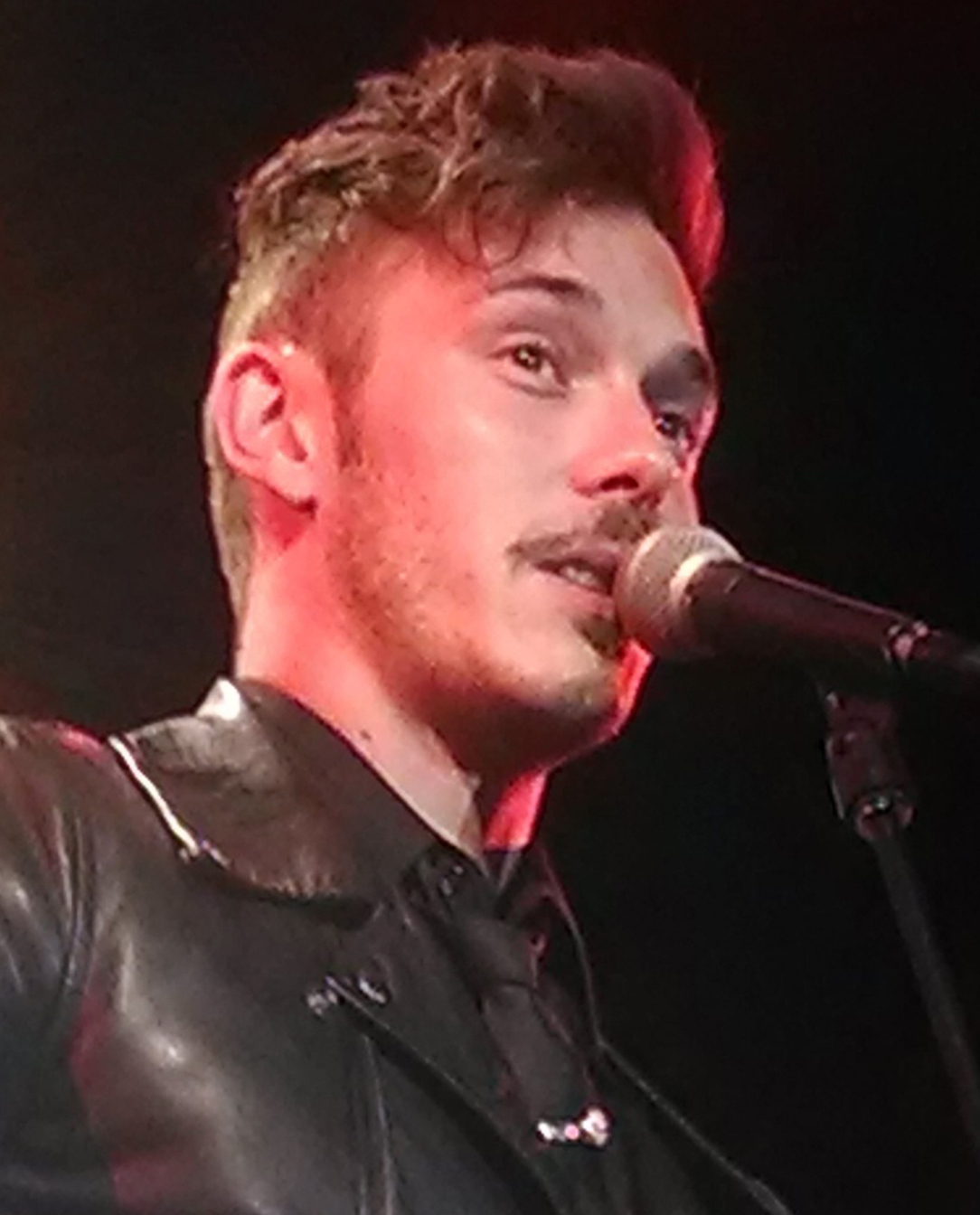
Sam Palladio interprète Gunnar Scott.
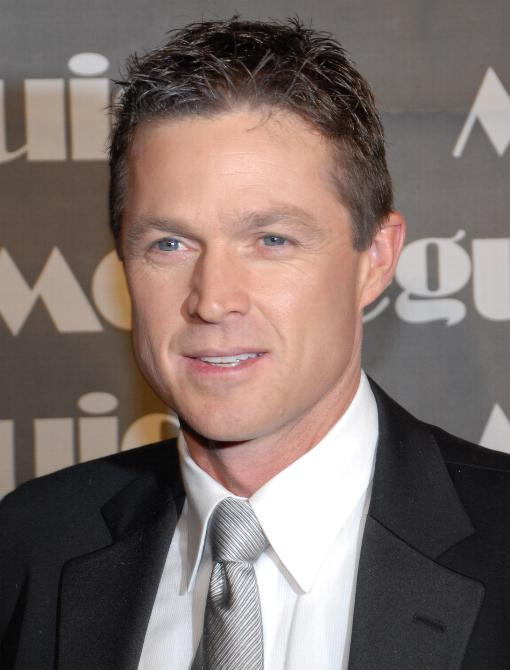
Eric Close, interprète Teddy Conrad.
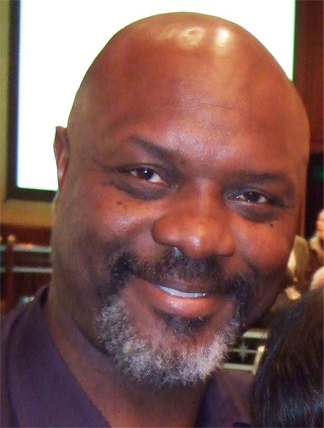
Robert Wisdom interprète Coleman Carlisle.
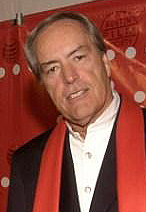
Powers Boothe interprète Lamar Wyatt.
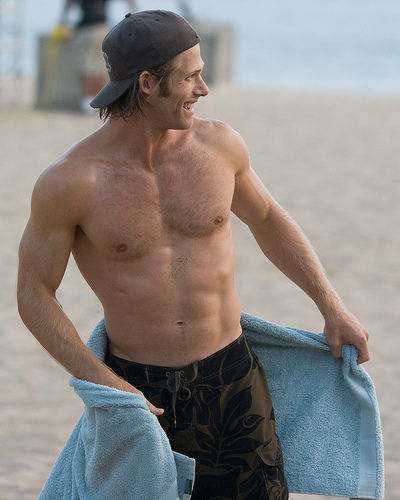
Chris Carmack interprète Will Lexington.
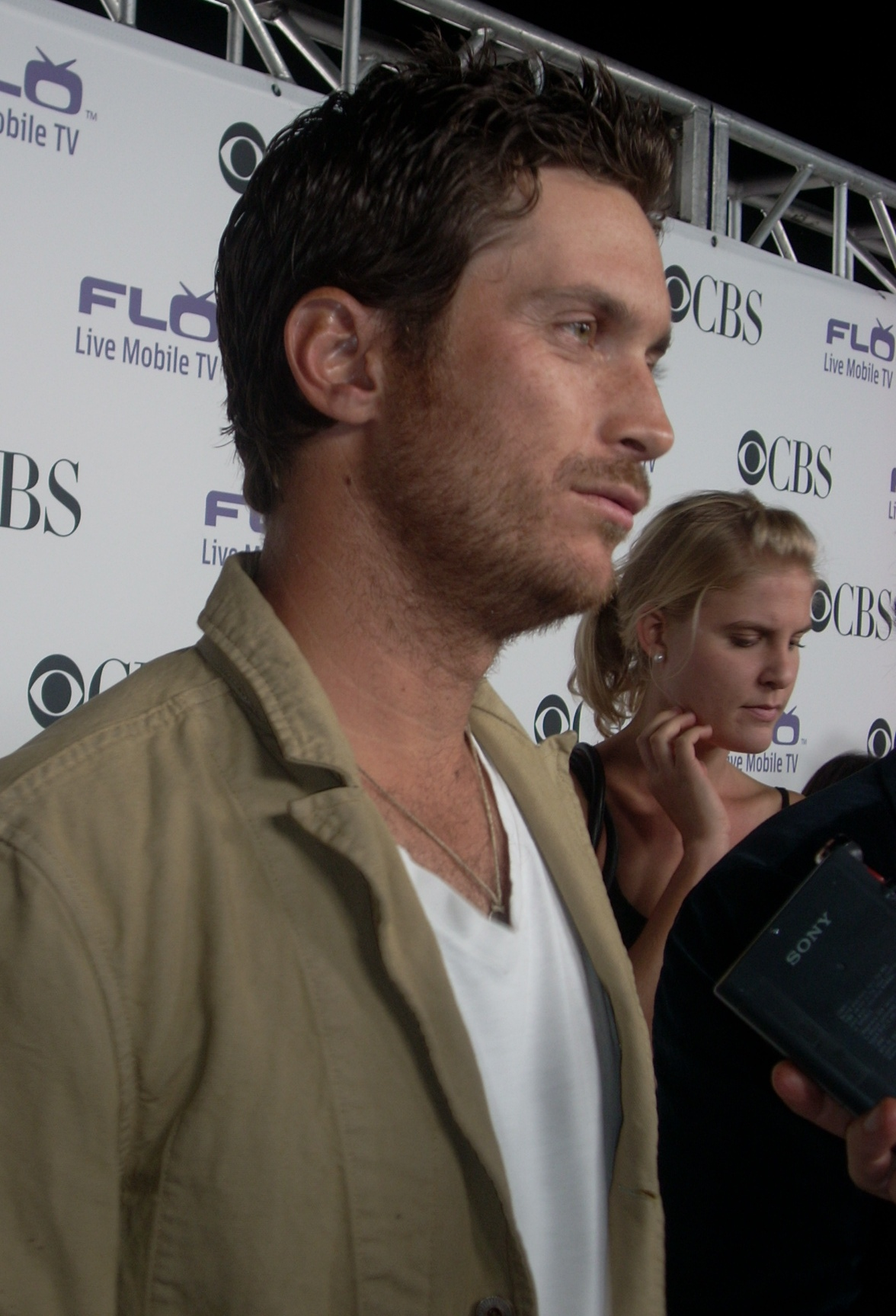
Oliver Hudson interprète Jeff Fordham.
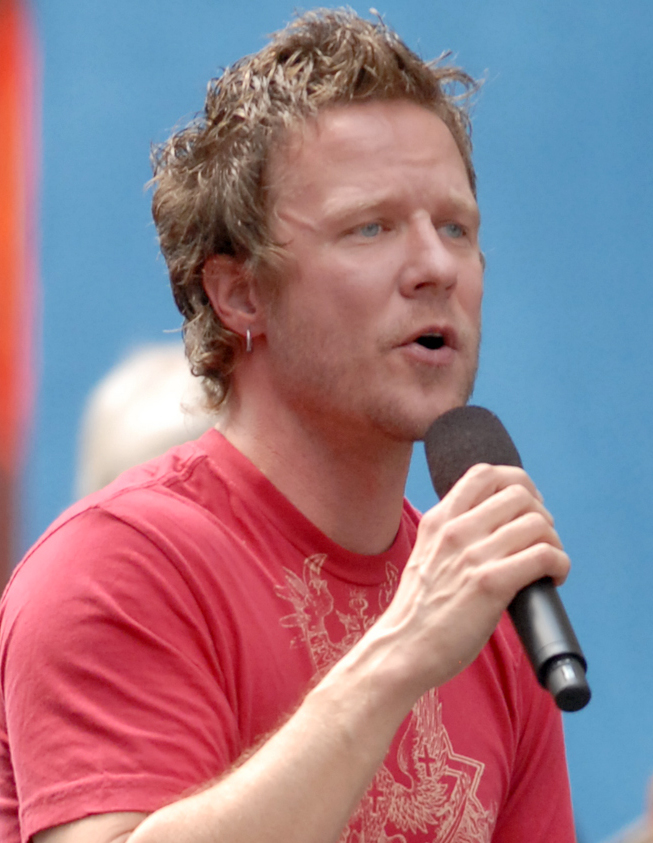
Will Chase interprète Luke Wheeler.
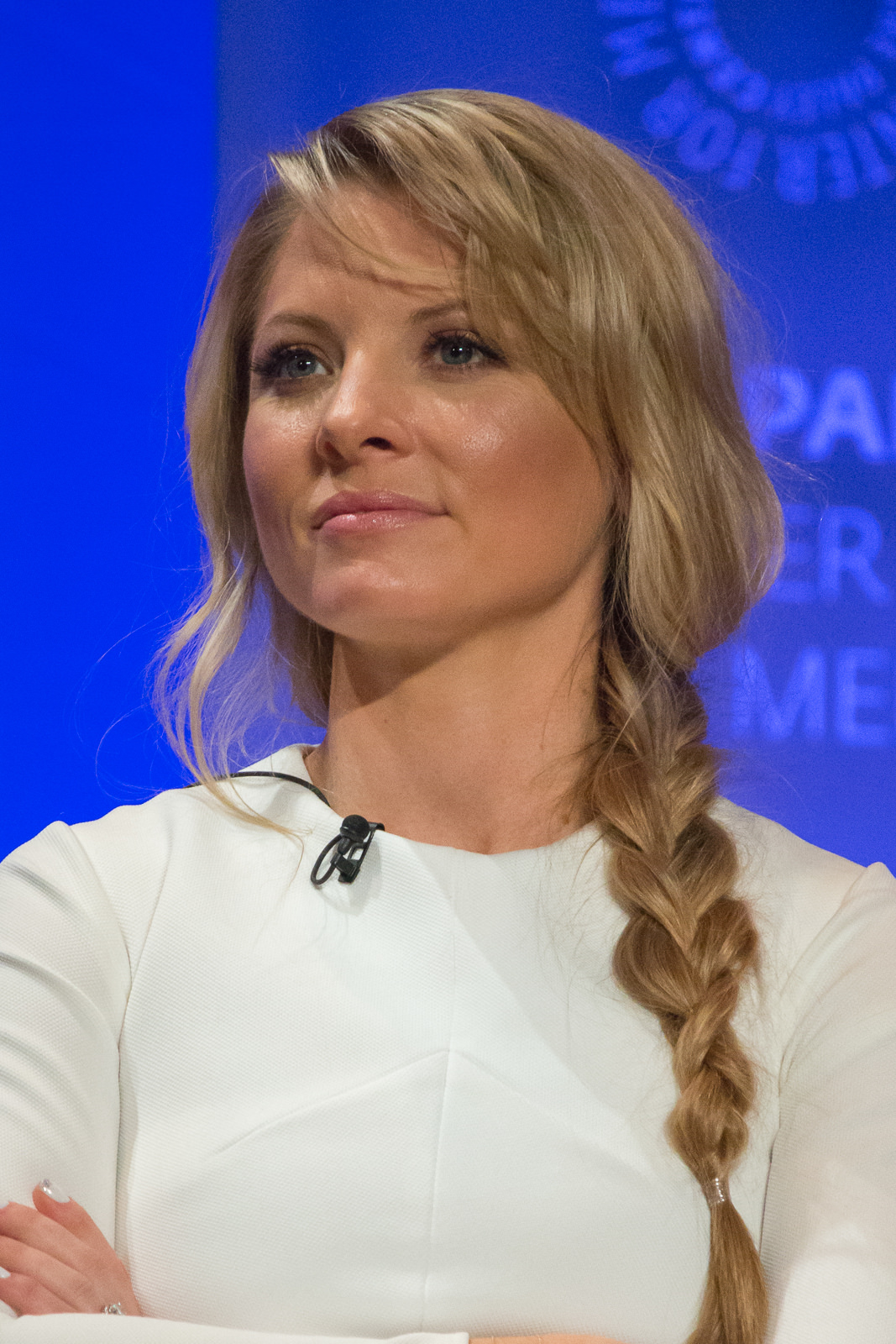
Kaitlin Doubleday interprète Jessie Caine.

### Invités dans leur propre rôle
- Version française
  - Société de doublage : Nice Fellow - Belgique
  - Direction artistique : Alexandra Correa
  - Adaptation des dialogues : Sylvie Abou-Isaac, Vanessa Azoulay, Rachel Campard, Marie-Isabelle Chigot et Lara Saarbach

Source VF (VFB) : Doublage Série Database

## Développement

### Production
Le développement de la série a débuté en octobre 2011. Le pilote a été commandé en janvier 2012.
Le 11 mai 2012, ABC a commandé la série et lui a attribué quatre jours plus tard la case horaire du mercredi à 22 h.
Le 12 novembre 2012, ABC a commandé une saison complète.
Le 5 avril 2013, il est confirmé qu'il n'y aura que 21 épisodes dû à un retard dans la production.
Le 10 mai 2013, la série a été renouvelée pour une deuxième saison.
Le 8 mai 2014, ABC a renouvelé la série pour une troisième saison.
Le 8 mai 2015, la série a été renouvelée pour une quatrième saison.
Le 12 mai 2016, la série a été annulée. Lionsgate cherche un nouveau partenaire pour renouveler la série pour une saison 5.
Le 10 juin 2016, un accord est conclu avec CMT et Hulu afin de reprendre la série.
Le 10 avril 2017, la série a été renouvelée pour une sixième saison, qui sera la dernière.

### Casting

Charles Esten, Connie Britton et Hayden Panettiere au PaleyFest 2013.

Les rôles ont été attribués dans cet ordre : Sam Palladio, Clare Bowen, Jonathan Jackson, Powers Boothe, Robert Wisdom, Hayden Panettiere, Eric Close, Connie Britton et Charles Esten.
Le 8 juillet 2013, les sœurs Stella et Chris Carmack ont été promus au statut d'acteurs principaux pour la deuxième saison. Chaley Rose, Aubrey Peeples, Oliver Hudson, Charlie Bewley, Will Chase et Christina Chang obtiennent un rôle récurrent.
Dans l'éventualité d'un renouvellement pour une troisième saison, Oliver Hudson et Will Chase seront promus aux acteurs principaux.
À la fin mai 2015, Eric Close révèle qu'il ne sera pas de retour à la distribution principale pour la quatrième saison dans le but de recentrer la série autour de la musique. Aubrey Peeples est promue à la distribution principale.
En juin 2016, Will Chase et Aubrey Peeples ne sont pas retenus pour la cinquième saison, ayant terminé leur arc narratif respectif.

### Fiche technique
- Titre original et français : Nashville
- Création : Callie Khouri
- Réalisation : R.J. Cutler
- Scénario : Callie Khouri
- Direction artistique : Elliott Glick
- Décors : Jeff Knipp
- Costumes : Susie DeSanto
- Photographie : Rodney Charters
- Montage : Keith Henderson
- Musique : Tree Adams
- Casting : Jeanie Bacharach
- Production : Steve Buchanan, Callie Khouri et R.J. Cutler
- Sociétés de production : ABC Studios, Gaylord Entertainment et Lionsgate Television
- Sociétés de distribution (télévision) : ABC
- Budget :
- Pays d'origine :  États-Unis
- Langue originale : anglais
- Format : Couleur - 1,78:1
- Genre : drame et musical
- Durée : 42 minutes

## Épisodes
| Saison | Saison | Épisodes | Diffusion original | Diffusion original |
| Saison | Saison | Épisodes | Début de saison    | Fin de saison      |
| ------ | ------ | -------- | ------------------ | ------------------ |
|        | 1      | 21       | 10 octobre 2012    | 22 mai 2013        |
|        | 2      | 22       | 25 septembre 2013  | 14 mai 2014        |
|        | 3      | 22       | 24 septembre 2014  | 13 mai 2015        |
|        | 4      | 21       | 23 septembre 2015  | 25 mai 2016        |
|        | 5      | 22       | 5 janvier 2017     | 10 août 2017       |
|        | 6      | 16       | 4 janvier 2018     | 26 juillet 2018    |

## Musique
La série développe ses propres chansons, qu'interprètent les acteurs à chaque épisode. La plupart sont des originales, écrites spécialement pour la série, mais certaines sont tirées de titres déjà existants, pour lesquelles les artistes rattachés ont donné leur accord. La chanteuse et auteure compositeur Sarah Buxton (en) a écrit la majorité des titres.
Le 2 novembre 2012 est sorti le clip officiel de Telescope, interprété par Hayden Panettiere. La version originale n'a rien à voir avec l'extrait paru dans l'épisode 2 (I Can't Help It (If I'm Still in Love with You)), lors du tournage de la vidéo de Juliette Barnes.
Le 24 février 2013, à l’occasion de la Cérémonie annuelle des Oscars, une promo spéciale a été diffusée durant le créneau publicitaire sur ABC. Elle montre Hayden Panettiere sur scène en train d'interpréter le célèbre Fame dans une version inédite. La prestation est entre-coupée de scènes provenant de la série, principalement centrées sur Juliette.
La bande originale de la série est composée par T-Bone Burnett, Dann Huff et Michael Knox, et est écrite par une batterie de compositeurs spécialisés, notamment John Paul White (The Civil Wars), Hillary Lindsey et Elvis Costello.
Le 18 juin 2013 est annoncé que T-Bone Burnett ne sera plus le compositeur musical pour la deuxième saison car n'ayant signé que pour la première saison, en plus d'être engagé sur d'autres projets. Il a nommé son bras-droit Buddy Miller pour lui succéder.
En 2013, la chanson originale Love Like Mine, interprétée dans la série par Hayden Pannetiere, a été reprise et adaptée en version pop/rock par le groupe de musique country canadien One More Girl. La chanson a également été sortie en single, ainsi qu'un clip vidéo.

### Bande originale
Le 11 décembre 2012 est sorti le premier volume de la bande originale de la série intitulé The Music of Nashville, selon le communiqué de presse officiel de la chaîne ABC et du label Big Machine.

Une édition exclusive avec 4 titres supplémentaires est sortie seulement sur Target.